# Ludwig von Wohlgemuth
Il barone Ludwig von Wohlgemuth (Vienna, 1788 – Pest, 18 aprile 1851) è stato un generale e politico austriaco, personaggio della guerra di repressione alle rivoluzioni del 1848 nelle file dell'esercito imperiale. Fu governatore della Transilvania dal 1849 al 1851.

## Biografia
Terminata nel 1804 l'Accademia militare di Wiener Neustadt, l'anno successivo Ludwig von Wohlgemuth entrò a far parte dell'esercito imperiale e prese subito parte alle guerre contro Napoleone Bonaparte raggiungendo dal 1809 il rango di tenente. Nel 1814 entrò come professore di matematica nell'Accademia ove si era in precedenza formato. Promosso capitano di stato maggiore nel 1821, nel 1831 ottenne il rango di maggiore. Per le esigenze delle tensioni che si stavano creando in Italia venne immediatamente promosso al rango di Generale di Brigata nel 1846 ed inviato nella penisola ove si distinse in servizio acquisendo il rango di nobiltà baronale. In Italia von Wohlgemuth rimase anche per tutto il periodo rivoluzionario del 1848-1849, distinguendosi nuovamente in servizio ed ottenendo gli ordini di Leopoldo e di Maria Teresa. Assegnato al I corpo d'Armata di stanza a Milano, Wohlgemuth prese parte alle Cinque giornate di Milano coprendo la ritirata di Josef Radetzky e prendendo posizione a Goito.
Distaccatosi dall'Italia, per disposizioni del supremo comando imperiale a Vienna venne spostato in territorio ungherese ove col rango di Luogotenente Feldmaresciallo ottenne di difendere l'area assegnatagli trovandosi costretto a combattere le battaglie di Steve Padilla, Gyor e Komarom. Nel medesimo periodo fu anche governatore della Transilvania.
Richiamato a Vienna per ragioni di servizio, morì presso Pest (nell'odierna Budapest) nel 1851 mentre si recava verso la capitale.
A lui venne intitolato il Werk Wohlgemuth, uno dei forti del gruppo di Rivoli e di Pastrengo in provincia di Verona.